# ファミスタシリーズに登場する球団一覧
この項目では、バンダイナムコゲームス（NBGI）・ナムコレーベルの野球ゲーム「プロ野球ファミリースタジアム」やその派生作品を始めとするファミスタシリーズに登場する球団の一覧について記述していく。
1992年に日本野球機構（NPB）による球団名・選手名の実名使用許諾が受けられるようになって以降の実在する球団については、本項の対象外とする。ただし、同年以前の実在する球団をモデルにした架空の球団についてはこの限りではない。また、スーパーファミスタのドラフト対象選手やスーパーファミスタ2の発掘選手など、特定の球団に属していない状態で登場する選手及び携帯アプリ・ワールドチャンピオンシップ及び同DXの各国・地域代表チームについては割愛する。
以下、特に注記の無い限りファミリースタジアムを「ファミスタ」、ワールドスタジアムを「ワースタ」、ギアスタジアムを「ギアスタ」、またアーケードのSUPERワールドスタジアムを「SWS」と略す。ファミスタは機種名を冠しない場合、原則としてファミコン版を指す。ただし、第1作のみ年号が無いため便宜上「ファミスタ'86」と記す。それ以外は「ゲームアーツ版」「MSX2版」のようにメーカー名や機種名を付けて区別するが、ニンテンドーDS版は1作目のみ年号が無いため便宜上「DS2007」と記す場合がある。なお、ニンテンドー3DSのプロ野球 ファミスタ2011以降はタイトルより機種名が除かれている。

## NPB加盟の実在球団をモチーフとした球団
1986年の第1作・ファミスタ'86以降、基本的に「JAPAN LEAGUE」の1リーグ制となっていたリーグ編成が1988年のアーケード版ワースタで、形式上のみではあるが初めて2リーグ制となり、アーバンリーグとカントリーリーグに分立された。

### アーバンリーグ/コーンリーグ
アーケード版ワースタでは、セントラル・リーグ所属球団をモデルにした球団はアーバンリーグ（Urban League）に加盟することとなった。'92では、コーンリーグ（Corn League）に分類された（オールスターモードのACチーム〔オールコーン〕に反映）。なお、『球界道中記』のアーケード版及びメガドライブ版に登場する球団も同じ名称であるが、所属リーグはアーケード版が「ジャパンリーグ」（セ・パ12球団で構成）、メガドライブ版が「Cリーグ」となっている。
以下、球団の紹介順序はアーケード版ワースタに準拠する。
ガイアンツ（Guiants） - 略称・G
読売ジャイアンツがモデル。
ファミスタ'86では当時、監督であった「おう」が代打で登場した。
カーズ（Cars） - 略称・C
広島東洋カープがモデル。「Car」は車。モデルとなった球団も自動車メーカー（マツダ）との関係が深い。
ドラサンズ（Drasons） - 略称・D
中日ドラゴンズがモデル。名称の由来は「ドラ息子」（Dra-sons）だが「麻雀のドラが3つ」という説もある。
スパローズ（Sparrows） - 略称・S
ヤクルトスワローズ（現・東京ヤクルトスワローズ）がモデル。「Sparrow」はスズメ。
ファミスタ'86では1981年に引退しているはずの「やすだ」がリリーフ投手で登場した。
ホイールズ（Wheels） - 略称・W
横浜大洋ホエールズ（現・横浜DeNAベイスターズ）がモデル。「Wheel」は車輪。
タイタンズ（Titans） - 略称・T
阪神タイガースがモデル。「Titan」はギリシア神話に登場する巨神族・ティーターン。

### カントリーリーグ/ポテトリーグ
アーケード版ワースタでは、パシフィック・リーグ所属球団をモデルにした球団はカントリーリーグ（Country League）に加盟することとなった。'92では、ポテトリーグ（Potato League）となる（オールスターモードのAPチーム〔オールポテト〕に反映）。なお、ファミスタシリーズでDH制が採用されるのは球団・選手名が実名化されて以降のためこのリーグ分けはゲームのルール上は、ほとんど意味を為さなかった。『球界道中記』にもほぼ同一名称の球団が登場する点はアーバンリーグと同じであるが、同作のアーケード版では「ジャパンリーグ」（セ・パ12球団で構成）、メガドライブ版では「Pリーグ」所属となっている。
以下、個別チーム・連合チームの順序で解説する。
ライオネルズ（Lionels） - 略称・L
西武ライオンズ（現・埼玉西武ライオンズ）がモデル。「Lionel」は英語・フランス語圏の男性名で「若獅子」を意味する。
ファミスタ'86ではパ・リーグ所属球団をモデルにした球団で唯一、連合チームを組まず独立を維持していた。
ブラボーズ（Bravos） - 略称・B / 1986年 - 1990年
ブルーウィンド（Blue Wind） - 略称・B または Bw / 1991年 ※家庭用
ブルアローズ（Blue Arrows） - 略称・B / 1991年 ※SWS
阪急ブレーブス（1947年 - 1988年） → オリックス・ブレーブス（1989年 - 1990年） → オリックス・ブルーウェーブ（1991年 - 2004年、現オリックス・バファローズ）がモデル。「Bravo」（ブラヴォー）は歓喜・称賛の際に発せられる感嘆詞。
1991年にモデルとなった球団が名称を変更したのに伴い、ブラボーズの名称も変更されたが、家庭用とアーケードで球団名が異なる事態となってしまった。「Blue Wind」は「青い風」、「Blue Arrows」は「青い矢」。
ファミスタ'87では一足早く連合チームから独立。PCエンジン版ワースタで再び連合チーム入りした後、ファミスタ'88で再度、独立している。
ゲームアーツ版（PC-88VA版・FM TOWNS版）ファミスタでは略称が「Br」となっている。なお、オリックス・ブルーウェーブは略称を「BW」としていたが、ワースタ'91が「Bw」とした以外はほとんどのタイトルでブラボーズ時代からの略称「B」が使われていた（実名化後も同様）。
ホーネッツ（Hornets） - 略称・H
ホームズ（Holmes） - 略称・H ※SWS
南海ホークス（1947年途中 - 1988年） → 福岡ダイエーホークス（1989年 - 2004年、現・福岡ソフトバンクホークス）がモデル。「Hornet」はスズメバチ。SWSのみ「ホームズ」という球団名になっており、球団選択時のアイコンにはシャーロック・ホームズの恰好をした鳥類のマスコットが描かれている。
連合チームからの独立が最も遅れた球団の一つ。ゲームアーツ版では、代打として「かけうら」という選手が登録されている。
バッカルーズ（Buckaroos） - 略称・Bu
近鉄バファローズ（1962年 - 1998年、後に大阪近鉄バファローズとなり2005年にオリックス・ブルーウェーブと合併）がモデル。「Buckaroo」はアメリカ合衆国西部の方言でカウボーイのこと。
連合チームからの独立が最も遅れた球団の一つ。
ファイアーズ（Fires） - 略称・F
日本ハムファイターズ（現・北海道日本ハムファイターズ）がモデル。「Fire」は火。
連合チームからの独立が最も遅れた球団の一つ。
オリエンツ（Orients） - 略称・O
ロッテオリオンズ（現・千葉ロッテマリーンズ）がモデル。「Orient」は東洋。
後述の通り、アーケード版ワースタで独立するまで連合チームを組んでいたがファミスタ'87のデモ画面のみ単独チーム扱いで登場したりPCエンジン版ワースタで全身が真っ白なシルエットの隠しチームとして登場するなど、明らかに他の連合チームとは異なる扱いとされている。その理由は、中心開発者の岸本好弘が取材のためにナムコ本社から一番近い球場であった川崎球場へ通い詰めている内にロッテファンになったというエピソードが関係していると考えられている。ファミスタ'92ではナムコスターズの先発投手に「まさかり」（前年度引退した村田兆治がモデルであり、ナムコスターズにテスト入団したという設定になっている）が登録されているのはこの影響である。
ゲームアーツ版では1988年発売の1作目のみ、先発投手として「みすはら」という選手が登録されている。

#### 連合チーム
西武（ライオネルズ）を除くパ・リーグ加盟球団をモデルにした球団は、ファミスタ'86及び'87・PCエンジン版ワースタでは以下の連合チームを結成していた。詳細は各チームの項を参照。
レイルウェイズ（Railways） - 略称・R / Ra ※ファミスタDS
ブラボーズ・ホーネッツ・バッカルーズの連合チーム。詳細はレイルウェイズを参照。
ファミスタ'87ではブラボーズのみ独立するが、PCエンジン版ワースタでは再統合された。いずれも当時、関西を拠点とする私鉄が親会社の球団であったことが名称の由来で、ユニフォームは南海ホークスがベースとなっている。
現在は当時の親会社であった私鉄が全て球団を手放しているため、DS2007に登場するレイルウェイズは阪神タイガースと埼玉西武ライオンズ（いずれも実名）の連合チームとなっている。
フーズフーズ（Foodsfoods） - 略称・F / Fd ※ファミスタDS
ファイアーズ・オリエンツの連合チーム。詳細はフーズフーズを参照。
関東に本拠地を置き、食品系企業が親会社であるという共通点が名称の由来。DS2007で再結成され、日本ハム・ロッテとは別のチームとして登場する。なお、日本ハムは2004年に東京都から北海道へ移転している。
現実のプロ野球では、1973年に日本ハムの前身・日拓ホームフライヤーズとロッテが合併する計画が存在したが、実現しなかった。→プロ野球再編問題 (1973年)

### オールスターチーム
オールスターモード限定のチームは除く。
全日本（ALL Japan） - 略称・日
スーパーファミスタ5のオールスター戦で登場。全外国人チームと対戦できる。ユニフォームはナムコスターズ（後述）のものを流用。発売前年の1995年7月に行われた阪神大震災復興支援チャリティードリームゲームを反映して登場したチームである。
レフティーズ（Leftys） - 略称・Lf
DS2007に登場。左投手・左打者のみで構成されるチーム。選手は2007年のシーズン終了時に現役であったNPBの選手のみで構成される。後にソーシャルゲーム・君とナインにも登場しているが、選手は全て名前に必ず「左」や「レフト」を表す字が入る架空のものに変更されている。
ヤングサンライズ（Young Sunrise） - 略称・SR
2011のドリームペナントで、デッキレベル・リザーブのドリームファイナルに登場。NPBの若手選手で構成される。
アダルトナイト（Adult Night） - 略称・AN
2011のドリームペナントで、デッキレベル・レギュラーのドリームファイナルに登場。NPBのベテラン選手で構成される。
オールスターズ（All Stars） - 略称・V ※ギアスタ平成版 / A ※ファミスタDS
ギアスタ平成版及びDS2007・2011に登場。NPB12球団の精鋭を揃えたオールスターチーム。

## レジェンドヒーローズ系
詳細はレジェンドヒーローズの項を参照。現役を引退した選手により構成されるチーム。名称は様々である。

### 変名のOBチーム
オールドスターズ（Old Stars） - 略称・O ※PCエンジン版ワースタ
オールドボーイズ（Old Boys） - 略称・OB ※MSX2版
プロスターズ（Pro Stars） - 略称・P ※ファミスタ'89以降・ワースタ'91
オービーズ（OB's） - 略称・OB ※SWS
名称は機種により異なるが、全て変名のOB選手により構成されるチームでありユニフォームも茶色系統で統一されている。家庭用で登場する際は外国人選手が登録されていないが、SWSのオービーズのみ2名の外国人選手が登録されている。

### 日本プロ野球OBクラブ公認
日本プロ野球OBクラブ（社団法人全国野球振興会）の許諾により実名化されたOBチーム。外国人選手は登録されていない。
レジェンドヒーローズ（Legend Heroes） - 略称・LH ※オンライン・DS2010
OB球団（OB Team） - 略称・OB ※モバイル2009以降
オンラインでは、2010年度版のOB選手はすべてこのチームに所属する。

### 年代別OBチーム
フィフティーズを除く4球団はスーパーファミスタ5及びアーケードのSWS'96に登場。この4球団はレジェンドヒーローズと同様、日本プロ野球OBクラブの許諾により全て実名である。
フィフティーズ（Fifties） - 略称・FI
SWSの1作目のみ登場。2リーグ分裂前後の1940年代から1950年代に活躍した選手で構成されるが、選手名は変名である。
60's（Sixties）
1960年代に活躍した選手で構成。
70's（Seventies）
1970年代に活躍した選手で構成。
80's（Eighties）
1980年代前半に活躍した選手で構成。
90's（Nineties）
1980年代後半から1990年代前半に現役を引退した選手で構成。

### ファミスタ'92
1991年12月に発売され、シリーズ最後の変名球団・選手仕様となったファミスタ'92ではガイアンツ・タイタンズに対応する裏チームとして以下の2球団が登場する。なお、翌年発売のスーパーファミスタ（本作より球団名・選手名とも実名化）で同名の球団が登場するが、後述の通り選手名は全く別のものに変えられている。
ビクトリーズ（Victories） - 略称・V
V9（1965年 - 1973年）時代の読売ジャイアンツをモデルにした球団。スーパーファミスタでは、野手が「のぶなが」「しんげん」など戦国武将に、投手が「きよもり」「よしつね」など源平合戦の武将に変更されている。後に派生チームとして戦国ブシドーズ・戦国サムライズが登場。
ダイナマイツ（Dynamites） - 略称・Dy
21年ぶりのリーグ優勝と球団史上初の日本シリーズ制覇を成し遂げた1985年の阪神タイガースをモデルにした球団。スーパーファミスタでは、選手名が「うるとら」「すてご」「ちらの」など恐竜の名前に変更されている。

### スーパーファミスタ
スーパーファミスタではビクトリーズ・ダイナマイツ以外にも全ての球団に裏チームが用意されている。どのチームも選手名はチームごとのテーマに沿ったものへ変更されているが、取扱説明書の写真（開発段階のスクリーンショットと思われる）から当初は各球団のOBチームとして企画されていたと考えられる。
レッズ（Reds） - 略称・R
広島東洋カープの裏チーム。その名の通り、「ゆうやけ」「ポスト」「赤電話」のような赤いもので選手名が統一されている。後にソーシャルゲーム・君とナインにも登場した。
ユニコーンズ（Unicorns） - 略称・U
中日ドラゴンズの裏チーム。「ネッシー」や「かっぱ」「つちのこ」など神話・伝承上の生物や未確認動物（UMA）で選手名が統一されている。
ペンギンズ（Penguins） - 略称・P
ヤクルトスワローズの裏チーム。「れいぞうこ」「きたかぜ」など寒い・冷たいもので選手名が統一されている。ソーシャルゲーム・君とナインでは、類似の球団がコールズの名称で登場（監督の顔がペンギンに似ている）。
オーシャンズ（Oceans） - 略称・O
横浜大洋ホエールズの裏チーム。 「まぐろ」や「ひとで」など魚類（海水魚・淡水魚を問わず）や水棲生物で選手名が統一されている。
サブマリンズ（Submarines） - 略称・Sb
オリックス・ブルーウェーブの裏チーム。:「たもんてん」や「だいこく」などの十二天や「ばさら」「えびす」といった民間信仰の神で選手名が統一されている。
ジャッカルーズ（Jackals） - 略称・J
近鉄バファローズの裏チーム。「ライオン」や「パンダ」「たぬき」など哺乳類で選手名が統一されている。ソーシャルゲーム・君とナインでは、類似の球団がアニマルズの名称で登場している。
キングス（Kings） - 略称・K
日本ハムファイターズの裏チーム。「ふるはうす」や「ふらっしゅ」などポーカーの役、「るうく」「びしょっぷ」などチェスの駒のようにテーブルゲームと関連する名称で選手名が統一されている。
イーグルス（Eagles） - 略称・E
福岡ダイエーホークスの裏チーム。「コンドル」や「くじゃく」など、鳥類で選手名が統一されている。ソーシャルゲーム・君とナインでは、類似の球団がスカイバーズの名称で登場している。
アイアンズ（Irons） - 略称・I
西武ライオンズの裏チーム。「やまと」「むさし」「ながと」「しなの」「あかぎ」「ずいかく」など、旧日本海軍の艦船で選手名が統一されている。
アストロズ（Astros） - 略称・A
千葉ロッテマリーンズの裏チーム。「たいよう」や「すばる」「あまのがわ」など、宇宙・天文学にちなんだ名称で選手名が統一されている。

## メジャーリーガーズ系
メジャーリーグベースボール（MLB）のオールスターチーム。ゲームブック版第1巻にも登場する。
メジャーリーガーズ（Major Leaguers） - 略称・M
ファミスタ'87が初出で、ファミスタ'92を最後にファミコン版からは姿を消す。詳細はメジャーリーガーズの項を参照。
メリケンウォリアーズ - 略称・MW
プレイステーション版ワールドスタジアム3〜5とファミスタアドバンスで登場する球団。選手名は変名。

### アメリカンズ系
アメリカンズ（Americans） - 略称・Am
詳細はアメリカンズの項を参照。スーパーファミスタが初出で、メジャーリーガーズの事実上の後継チーム。その後、スーパーファミスタ5、ファミスタ64などに登場している。選手名にはニューヨーク・シカゴ・ロサンゼルスなどアメリカの都市名が付けられているが、裏チームと同様に元のデータへ偽名をかぶせていると考えられている。選手名が日本の都市名になっている場合は「オーサカ→野茂英雄」のように日本人選手がモデルである。
複数のタイトルで散発的に登場し、前述のメリケンウォリアーズに取って代わられたため登場しなくなるが2007年にファミスタDSで復活し、Wii版やDS2009にも登場した。
U.S.A - 略称・US
SWS'96以降に登場。概要はアメリカンズとほぼ同じであるが、カナダ（トロントなど、MLBの球団が本拠地を置く都市）や日本の地名を冠した選手も所属している。

### メジャーリーガーズ傍系の球団
以下はメジャーリーガーズ傍系の球団である。
アメリカンズ（Americans） - 略称・Am
SWSの1作目に登場するアメリカンズはアメリカンリーグ加盟球団の選手をモデルにした変名の選手によるオールスターチームであり、前述のチームとは性質が異なる。なお、アーケード版球界道中記には当時の東地区・西地区別のオールスターチームである「メリケンイースト」「メリケンウエスト」が登場していた。
ナシオナルズ（Nationals） - 略称・Na
ナショナルリーグ加盟球団の選手をモデルにした変名の選手によるオールスターチーム。なお、アーケード版球界道中記には当時の東地区・西地区別のオールスターチームである「ナシナルイースト」「ナシナルウエスト」が登場していた。

### メジャーリーガーズの派生球団
オールアメリカン（All American） - 略称・AA
ファミスタ'93及びファミコン版最後のタイトルとなった'94、ギアスタジアム平成版でメジャーリーガーズに代わり登場した球団。日本の球団に現役で所属している外国人選手（選手名は実名）で構成される。なお、本作の発売時には外国人捕手が不在であったため'93では本来、外野手ないし三塁手のマーティ・レオ・ブラウン（広島）が、同様に'94では本来、外野手のメル・ホール（ロッテ）が捕手に設定されている。
また、ゲーム中本来の所属球団に登録されていない選手がこのチームにだけ登録されている場合もある。'94では投手が不足している為、リー・タネル（ダイエー）以外の投手は全員、アメリカの地名を名乗る架空の選手となっている。
全外国人（ALL Foreigner） - 略称・外
スーパーファミスタ5のオールスター戦で登場。ユニフォームはアメリカンズのユニフォームを流用。全日本人チームと対戦できる。発売前年の1995年7月に行われた阪神大震災復興支援チャリティードリームゲームを反映して登場したチームである。
ゲーム中、本来の所属チームでは登場しない（在籍していたが、枠に入れなかった）外国人投手も何人か登場。遊撃手が不在のため、ロバート・ローズ（横浜）が担当。外国人捕手も不在のため、元の試合と同様に大久保博元（前年引退。元巨人）が「デーブ」、定詰雅彦（ロッテ）が「ジョー」として登録されている。
スケッツ（Sketts） - 略称・Sk
DS2007の勝ち抜き戦モードで登場。事実上のオールアメリカン復活であるが、オールアメリカンとは違い、韓国・オーストラリア・ドミニカ共和国・ベネズエラなどアメリカ以外の国籍である選手も増えている。やはり外国人捕手は不在のため、アメリカンズの捕手が穴埋めで参加している。

## 各国・地域代表球団
2006年よりワールド・ベースボール・クラシック（WBC）が開催されるようになったことも影響し、2007年のファミスタDS以降では世界各国・地域の名称を冠する代表球団が登場するようになった。DS2007と2009ではアメリカンズと同様に各国の都市名をもじった選手名が多かったが、DS2010では前年のWBCに出場した選手の変名となっている。
DS2007では、コリアンパワーズとキューバドリームスにナムコスターズ、アメリカンズを加えた4チームはドリームリーグのイベント戦で勝利すると「とことんファミスタ」モードで選択可能になる。

### DS2007より登場
コリアンパワーズ（Korean Powers） - 略称・KP
 韓国代表チーム。Wii版にも登場。DS2010の対戦レベルはAランク。
キューバドリームス（Cuba Dreams） - 略称・Cd
キューバウィンズ（Cuba Winds） - 略称・Cw
 キューバ代表チーム。Wii版にも登場。DS2009より球団名が変更されている。DS2010の対戦レベルはDランク。

### DS2010に登場
メキシカンモンスターズ（Mexican Monsters） - 略称・MM
 メキシコ代表チーム。対戦レベルはGランク。
オランダジャンプス（Holland Jumps） - 略称・HJ
 オランダ代表チーム。対戦レベルはFランク。
プエルトリコスターズ（Puelto Rico Stars） - 略称・PS
 プエルトリコ代表チーム。対戦レベルはEランク。
アメリカンイーグルス（American Eagles） - 略称・AE
 アメリカ代表チーム。アメリカ合衆国以外の国籍の選手が参加しているメジャーリーガーズやアメリカンズとは異なる。対戦レベルはCランク。
ベネズエラマジックス（Venezuela Magics） - 略称・VM
 ベネズエラ代表チーム。対戦レベルはBランク。

## 歴史上の人物で構成される球団
以下は歴史上の人物で構成される球団である。

### 戦国武将系
スーパーファミスタに登場したビクトリーズについては前述。
戦国ブシドーズ - 略称・武
ワースタ2の戦国国盗（せんごくくにと）リーグで全国制覇すると使用可能になり、他球団の選手やオリジナル選手（戦国武将）を引き抜くことができる。
戦国サムライズ - 略称・SS
DS2009と2010及びソーシャルゲーム・君とナインに登場する、戦国ブシドーズやスーパーファミスタのビクトリーズに似た構成のチーム。DSでは選手名が「ヒデヨシ」のように全て片仮名表記となっているが、君とナインでは「徳川家康」のように実名表記である。選手の大半は戦国武将だが、女性選手の「ヨド」や江戸時代前期の人物である「コジロウ」など戦国武将以外の人物も何人か登録されている。DS2010の対戦ランクはA+。

### ワールドスタジアム3
ワースタ3の幕末国盗（ばくまつくにと）リーグモードでは、以下のチームが登場する。
幕末レボリューションズ - 略称・R
自由にエディット可能なチームのため決まった構成は無いが、条件を満たすことにより幕末国盗リーグのみに登場するオリジナル選手の志士をスカウト出来る。志士のみでチームを編成することも可能。
徳川チェリーズ - 略称・C
歴代将軍を始めとする徳川家一族で構成されるチーム。全員がちょんまげになっている。

### その他の歴史系球団
ワールドスターズ - 略称・W
ワースタEXに登場。選手全員がヘルメットの代わりに王冠をかぶり、マントを羽織っている。聖徳太子・始皇帝・劉備・信長・カメハメハ・ピョートル等、古今東西の歴史上の英雄で構成。

## アニメスターズ系
主として野球漫画に登場する架空の選手で構成される球団。名称にアニメを冠しているが、必ずしもアニメ化された作品のみがネタ元となっている訳ではない。
オールドリームス（All Dreams） - 略称・A / 1988年 - 1989年
アニメスターズ（Anime Stars） - 略称・A / 1990年 - 1991年
詳細はアニメスターズの項を参照。PCエンジン版ワースタが初出。後にゲームアーツ版・ファミスタ'89開幕版・MSX2版でも登場。アーケード版には全く登場しない。
当初は原則としてプレイヤーの使用が不可能な隠しチームであった。ファミスタ'90において「アニメスターズ」へ改称。しかし、改称後も「あぶさん」や「アストロ球団」などアニメ化されていない作品のキャラクターも登場していた。ゲームアーツ版ではオールドスターズとの混成チームとなっている他、前述の通りホーネッツやオリエンツへの人材流出が発生している。
1990年にカプコンがアーケードで『ドカベン』、ファミコンで『水島新司の大甲子園』を出すなど著作権上の問題をクリアし難い環境になったことも関係してか、アニメスターズはファミスタ'91を最後に登場しなくなった。

## ナムコスターズ系
ナムコキャラクターにより構成される球団。第1作のファミスタ'86よりほとんどのシリーズ作品に登場している。
ナムコスターズ（Namco Stars） - 略称・N
詳細はナムコスターズを参照。1988年発売のPC-88VA版では「かい」（カイの冒険）が投手として入団したのを機に、1989年発売のMSX2版では「わるきゆれ」（ワルキューレの冒険）・「いしたあ」（イシターの復活）の2名が野手として入団するなど、女性選手も入るようになっている（「かい」も「KI」の名前で野手となっている）。

### アーケード版
アーケード版におけるナムコスターズの登場は遅く、SWS'98が初出である。
東京ナムコスターズ（Tokyo Namco Stars） - 略称・N
ナムコオールスターズ（Namco All Stars） - 略称・N
家庭用のナムコスターズと投手・野手の配置が大幅に異なっている。1999では後述の鉄拳ウォリアーズを、2000ではニコタマギャルズとそれぞれ合併し、ナムコオールスターズとなる。

### ナムコスターズの派生球団
以下はナムコスターズから派生した球団である。
ヒーローズ（Heroes） - 略称・H
2002年から配信されている携帯アプリ（iアプリ・S!アプリ・EZアプリ）版『ファミリースタジアム』（1作目。ファミスタモバイルとは異なる）に1986年発売の第1作をベースにしているナムコスターズに対し、少し下った時代のゲームに登場するナムコキャラクターで構成されるチーム。スーパーファミスタ2に登場する同名球団とは無関係。
ブラックナムコスターズ（Black Namco Stars） - 略称・BN
オンライン及びファミスタDSに登場。選手名は通常のナムコスターズと同じ。オンラインでは能力が低く設定された（その分ウエイトポイントも少ない）チームだが、DS2007ではパラメータが全て最高値に設定されている最強のチーム。
バンダイナムコスターズ（Bandai Namco Stars） - 略称・Bn
2008年発売のWii版ではナムコスターズから改称した新球団の扱いで、バンダイレーベルからまめっち・デジモン・Bトレイン等の選手が新規加入。その後、2009年に配信された携帯アプリ・ファミスタワイヤレスではナムコスターズから分離した別の球団として登場している。選手の顔触れはヒーローズに近いが、Wii版と同様にバンダイレーベルのキャラクターも参加している点に違いが有る。
ナムコレジェンズ（Namco Legends） - 略称・NL
ファミスタ2011でナムコスターズが大幅に世代交替したことに伴い、ナムコスターズOB・OGが新たに結成したチーム。ファミコン版の初期デザインをイメージした赤紫色のユニフォームが特徴。ドリームペナントのデッキレベル・レジェンドでドリームファイナルへ進出すると登場し、勝利するとオープン戦で使用可能になる。全選手が最初から金カードで、ゲーム中最強のチーム。

#### ニコタマギャルズ系
大和撫子プリティーズ（Yamatonadeshiko Pretties） - 略称・Y
ニコタマギャルズ（Nikotama Gals） - 略称・NG
ヒロインズ（Heroines） - 略称・Hi
女性版ナムコスターズ。SWS'98が初出で、1999で改称するが2000で東京ナムコと合併しナムコオールスターズとなった。「ニコタマ」は当時、ナムコ・ワンダーエッグが開設されていた二子玉川のこと。
東京ナムコと合併してナムコオールスターズとなるが、2007年から配信されているEZアプリ（BREW）版『ファミリースタジアムDX』及びS!アプリ・3G専用版、iアプリ横画面版では追加チーム・ヒロインズとして復活した。

#### 悪役・サブキャラクター系
裏ナムコスターズ - 略称・裏N
スーパーファミスタ4で登場。詳細はナムコスターズ#裏ナムコスターズを参照。
「ばきゅら」（ゼビウス）や「くらいど」（パックランド）など敵キャラクターや端役で占められている。なお、控え選手の「べろべろ」（ワープ&ワープ）は初代ファミスタにおいて「へろへろ」の名前でナムコスターズの代打として在籍していた。
アクダマーズ（Akudamars） - 略称・AD
ナムコキャラクターの悪役で構成されるチーム。詳細はナムコスターズ#極アクダマーズを参照。
『DX』が初出で、ハンゲームのパチンコDX内『ぱちんこファミスタオンライン』及びパチスロDX内『ぱちすろファミスタオンライン』では極アクダマーズ（ごくアクダマーズ）として登場。ゾウナ、アンノウン、ドルアーガ、頼朝などナムコのゲームに登場する敵・悪役で構成されたチーム。極アクダマーズの選手は、ファミスタオンライン本編ではナムコスターズ所属として扱われている。
ソーシャルゲーム・君とナインでは、期間限定イベントでアクダマスターズとして登場した。

#### その他のナムコスターズ派生球団
鉄拳ウォリアーズ（Tekken Warriors） - 略称・TW
SWS'98のみ登場。鉄拳シリーズの男性キャラクターのみで構成され、女性選手は大和撫子プリティーズ所属となっている。全員ポールの格好で登場し、攻撃時は三島平八風のヘルメットで打席に立つ。1999で東京ナムコに吸収合併されているが、その際に三島平八がパックマンから4番打者を奪っている。
ノックアウツ（Knock Outs） - 略称・KO
「DX」からの追加チーム。鉄拳シリーズやソウルシリーズを中心とする格闘ゲームのキャラクターで構成される。鉄拳ウォリアーズとは異なり、女性選手もヒロインズではなくノックアウツに参加している。
アポロンズ - 略称・A
ワンダースタジアム及び同'99のみ登場。シューティングゲーム『フェリオス』の登場キャラクターで構成。
キングオブキングス- 略称・K
ワンダースタジアム及び同'99のみ登場。戦略シミュレーションゲーム『キングオブキングス』の登場キャラクターで構成。
ナンジャーズ（Namjars） - 略称・Na
『DX』のみ登場。ナジャヴを始めとするナムコ・ナンジャタウンのマスコットキャラクターで構成されるチーム。

## エディットチーム
プレイヤーがエディット機能でオリジナルチームを作成する際にベースとなるチーム。
ユアーズ（Yours） - 略称・Y
ファミスタ'88で登場。使用した場合、ナムコスターズが登場しなくなる。えるぴい（PL学園）、わいこう（横浜商業）、めいてん（愛工大名電）等、高校野球の常連校をベースにした名称で統一されている。なお、パラメータの合計値に上限があるため全てのパラメータを最大に設定した選手ばかりを揃えたチームを作ることは出来ない。
エディットチーム（Edit Team） - 略称・E
MSX2版で登場。使用した場合、ナムコスターズが登場しなくなる。営団地下鉄（現・東京メトロ）の駅名を冠した名称で統一されている。ユアーズと異なりパラメータの合計値に上限が無く、全てのパラメータを最大に設定した選手ばかりを揃えたチームも作成可能。

### スーパーファミスタ3
スーパーファミスタ3ではエディットチーム用の素材として以下のチームが登場する。これらのチームに所属している選手は、名前はプレイヤー側で変更可能であるがデータは変更不可能（一定の条件により、一部のデータを成長させることは出来る）。また、日本各地の補強選手と入れ替えが可能である。
アッシーズ（Assies） - 略称・As
「あしか」「かぶとむし」「しろくま」…と、選手名が動物名のしりとりになっている。デフォルトチームは俊足の選手が多く、機動力を生かしたプレイが出来る。だが強打者が少なく、一発に頼ることが出来ない。ソーシャルゲーム・君とナインでは類似の球団がツナギーズの名称で登場する。
カットバス（Kattobas） - 略称・Ka
「なたでここ」や「えりまき」のような、バブル時代を中心にかつてブームとなった物で選手名が統一されている。デフォルトチームは強打者がレギュラーだけでなくベンチにも存在し、圧倒的な打撃力で攻められる。しかし、機動力が皆無に等しいので、一発が出ないと勝てなくなる。投手力も弱め。
ウケローズ（Ukeros） - 略称・Uk
実在・架空を問わず馬の種類で選手名が統一されている。デフォルトチームは投手力に優れたチーム。守備も逸材だらけで1点を守りきる戦いを得意とする。しかし攻撃力が中途半端で、抑えきれないと勝てない。ソーシャルゲーム・君とナインにも登場するが、選手は馬に限らずスーパーファミスタのユニコーンズと同様、未確認生物（UMA）に因んだものになっている。

## 無系列球団
以下は、いずれかのシリーズ作品に登場した無系列の球団である。

### PCエンジン版
PCエンジン版ワースタには、特定のパスワードを入力することにより以下の隠し球団が登場する。
赤チーム（レッドカラーズ）
球団名は仮称（以下同じ）。選手が赤一色のシルエットで塗りつぶされているためこう呼ばれる。「あふたあ」や「ああるた」などナムコ以外のメーカーを含めたアーケードゲームの名前が付いた選手で構成されるが、選手データはオールドリームスの流用である。
黒チーム（ブラックカラーズ）
選手が黒一色のシルエットで塗りつぶされているためこう呼ばれる。「ぜるた」や「とらくえ」などナムコ以外のメーカーを含めたファミコン用ソフトの名前が付いた選手で構成されるが、選手データはオールドリームスの流用である。ナムコの選手は「ふあみさ」と「ふあみす」の2名。
白チーム（オリエンツ）
選手が白一色のシルエットで塗りつぶされているためこう呼ばれるが、その実体はオリエンツである。

#### ワールドスタジアム'91
チャンバラヒーローズ（Chanbara Heroes） - 略称・CH
PCエンジン版ワースタ'91で前作のオールドリームス（アニメスターズ）に代わる隠しチームとして登場。「みつくに」や「やしち」「へいじ」「えちぜん」など、時代劇の登場人物で構成される。

### MSX2版
MSX2版では以下のチームが登場する。
ひめざんす（Himezans） - 略称・Hz
シリーズ初となる女性選手のみで構成された球団で、ユニフォームはブルマーにサンバイザーという出で立ちである。選手名は当時のアイドルや女優がモデルと思われ、タイトーの『究極ハリキリスタジアム』に登場する球団・アイドール（Iチーム）のオマージュ的な存在になっている。
ナムコットシャインズ（Namcot Shines） - 略称・Ns
MSX2版のみ登場。当時のナムコ社員・役員で構成される楽屋オチの球団。4番打者「なかむら」は、一時スーパーファミスタシリーズで監督も務めた創業者の中村雅哉であると思われる。
以下は、隠しチームとして登場するCPU専用チームである。
ワイタンズ（Ytans） - 略称・Y
1989年当時、弱体化に喘いでいたタイタンズの裏チーム。ファミスタ'92のダイナマイツとは異なり、1989年時点の現役選手で構成されているが大幅な能力の底上げが図られている。タイタンズと同一の選手も登録されているが、重複する場合は異なる変名が用いられている。
エムマガズ（MSX Magazines） - 略称・MM
『MSXマガジン』（アスキー）編集部のオリジナルチーム。
パソコンスターズ（Pasocom Stars） - 略称・Ps
当時、MSXを発売していたハードメーカーやソフトメーカー、パソコン雑誌がモデルと思われる選手で構成される。

### スーパーファミスタ2
前作の裏チームに代わり、以下の12球団が登場する。

#### アッシーズ
以下の4チームは「As」を選択した際にランダムで登場する。なお、スーパーファミスタ3にもエディットチームとして同名の球団が登場するが、走力にたけた選手を中心に構成されていること以外の関連性は無い（カットバスも同様）。
ウィンズ（Winds）
「からっかぜ」や「たつまき」など風の種類で選手名が統一されている。ソーシャルゲーム・君とナインにも登場する。
コズモプラネッツ（Cosmo Planets）
「ジュピター」（木星）や「シリウス」など星の名前で選手名が統一されているが「星」繋がり故か「いってつ」なる選手もベンチ入りしている。
ダイナミック関西（Dynamic Kansai）
ゲームボーイ版『ファミスタ3』にも隠しチームとして登場。「ぼちぼち」「さいなら」と言った大阪弁の表現で選手名が統一されている。
ラ・ヴィ・アン・ローズ（La Vie en rose）
花の名前で選手名が統一されている。

#### カットバス
以下の4チームは「Ka」を選択した際にランダムで登場する。なお、スーパーファミスタ3にもエディットチームとして同名の球団が登場するが、打撃力にたけた野手がそろっていること以外に関連性は無い。
ジューシーフルーツ（Juicy Fruits）
果物の名前で選手名が統一されている。野手は全員スイッチヒッター、投手は全員アンダースロー。
ヒーローズ（Heroes）
携帯アプリ版に登場する同名チームとは無関係。「ガリレオ」や「ニュートン」「ゴッホ」「ピカソ」「なかまつ」など科学者や発明家、芸術家で選手名が統一されている。投手力と守備が全体的に低めに設定されている（3のカットバスはこの部分も継承）。
ジュワイオクチュール（Joyeaux couture）
宝石や貴金属で選手名が統一されている。投手陣には左右のオーバースロー、アンダースローがいる。
スパイシーズ（Spicies）
香辛料やハーブの名前で選手名が統一されている。

#### ヤクタターズ
以下の4チームは「Ya」を選択した際にランダムで登場する。アッシーズ・カットバスと異なりスーパーファミスタ3に同名の球団は登場しない。チーム名ほど役立たずではなく、控えにいい人材がいたり、好投手が多い。
ボードビリアンズ（Vaudevillians）
落語の演目で選手名が統一されている。
ハニースイーツ（Honey Sweets）
お菓子で選手名が統一されている。強肩好守だが、貧打線。ソーシャルゲーム・君とナインにも登場する。
ボディコンシャス（Body Conscious）
人体の部位や臓器で選手名が統一されている。打率が高く、投手力はゲーム中トップレベル。
オーシャンハーベスト（Ocean Harvest）
寿司ネタで選手名が統一されている。足が速く、先発投手が強い。ソーシャルゲーム・君とナインにも登場する。

### その他の無系列球団
初出の年代順。
ゲームアーツ（Game Arts） - 略称・X
ゲームアーツ版3作に登場。ヘルメットやユニフォームに電子回路状の模様が描き込まれている。
選手の大半は「しるふい」（シルフィード）や「てぐさ」（テグザー）、「じこち」（ぎゅわんぶらあ自己中心派）など同社のゲームに由来する名称であるが、4番でエースピッチャーの「ごたい」は当時、同社のプロデューサーであった五代響である。
アクションヒーローズ（Action Heroes） - 略称・A
ギアスタのみ登場（平成版には登場しない）。ごれん(秘密戦隊ゴレンジャー)・ふいぶ(地球戦隊ファイブマン)など、特撮ドラマで構成。アニメスターズと同じデータ。
スタジアムズ（Stadiums） - 略称・St
GB版ファミスタ2のみに隠しチームとして登場。ドーム(東京ドーム)、こうしえん(甲子園球場)といった当時の日本プロ野球のフランチャイズ球場と、公式戦が開催されている地方球場で統一。チームデータはファミスタ'92のビクトリーズと同じ。
ドリームス（Dreams） - 略称・Dr
スーパーファミスタ4のみ登場。「金メダル」や「万馬券」「玉の輿」など縁起の良さそうな選手名で統一されている。
裏ドリームス - 略称・裏Dr
スーパーファミスタ4のみ登場。「よせんおち」や「むいちもん」など縁起の悪そうな選手名で統一されている。極端な選手が多くアンバランスだが、総合力は極めて高い。
草野球エラーズ - 略称・E
ワースタEXに登場し、後にソーシャルゲーム・君とナインにも登場。猫の帽子を被った、平仮名の選手ばかりの弱小チーム。守れるポジションが多い。選手名は当時の開発スタッフの名前と思われる。
メカニカルロボッツ - 略称・R
ワースタEXが初出で、Wii版やDS2010にも登場する。「エンジンガー」「ピストンQ」など、機械の部品名をロボットアニメ風にした選手名で構成。左投左打の選手が多く、投手力・守備力ともに高い。
メタルズ（Metals） - 略称・Me
ファミスタ64が初出で、リターンズ、クライマックスにも登場。「君の最強チーム」モードや「ファミスタクエスト」内で対戦するチーム（64、リターンズではプレイヤー使用不可だったが、クライマックスではある条件を満たすと使用可能になる）。宇宙人や超常現象に関係する選手名で統一されている。
株式会社サラリーマンズ - 略称・(株)
SWS'98のみ登場。社長・会長・OL・平社員・アルバイト等の部署名で構成されたチーム。ユニフォームはYシャツにネクタイ姿。4番の社長以外全員が同じデータで弱い。ペットマークも中年サラリーマン風。ソーシャルゲーム・君とナインにも、リーマンズの名義で登場する。
池袋ヤンチャーズ - 略称・Y
ワンダースタジアム及び同'99に登場。架空の少年野球チーム。ソーシャルゲーム・君とナインにも、ヤンチャーズの名義で登場する。
ダイナミック関東 - 略称・Dy
ワンダースタジアム及び同'99に登場。スーパーファミスタ2に登場したダイナミック関西のセルフパロディで「ちょーMM」「いいじゃん」等とコギャル語を中心とした若者言葉を冠した選手名で統一されている。
ハンゲー部スターズ - 略称・Hg
オンラインのみ登場。テレビ放映されていたハンゲームのCMに登場するキャラクター。チームとしての使用は不可能で、選手カードでの登録チームとしてのみ存在する（チームマークは用意されている）。以降もプロモーションに登場した人物（磯山さやか・つぶやきシロー・ファミス隊など）や2009年度版のOB選手が追加されている。

### ゲームブックに登場する球団
世界野球軍（せかいやきゅうぐん）
ゲームブック第4巻『ファミスタ'90 WE ARE THWE WORLD!』に登場。第3巻でナムコスターズに敗北したウルトラオールドスターズのメンバーであったミスタープロ野球・長鳥茂男が打倒ナムコを旗印に世界各国を回り、野球に応用可能な能力を持った超人達を集めて結成したチーム。